# Hjalmar Kelin
Hjalmar Kelin (Helsinki, Finnország, 1900. szeptember 28. – Helsinki, 1997. július 21.) finn válogatott labdarúgó.

## Pályafutása

### Klubcsapatokban
Kelin a finn élvonalbeli Helsingin JK játékosa volt, 1924 és 1925 között a magyar másodosztályú MAC-ban futballozott.

### Válogatott
1920 és 1928 között negyvenkét alkalommal lépett pályára a finn válogatottban. Visszavonulásakor ő volt a legtöbb válogatottsággal rendelkező finn labdarúgó.

## Sikerei, díjai
- Helsingin JK
  - Finn bajnok: 1919, 1923, 1925

## Fordítás
- Ez a szócikk részben vagy egészben  a   Hjalmar Kelin című finn Wikipédia-szócikk fordításán alapul.  Az eredeti cikk szerkesztőit annak laptörténete sorolja fel. Ez a jelzés csupán a megfogalmazás eredetét és a szerzői jogokat jelzi, nem szolgál a cikkben szereplő információk forrásmegjelöléseként.